# Monocromatore
Un monocromatore è un dispositivo che scompone un singolo fascio di luce policromatica in più fasci di luce monocromatica (che contiene cioè onde di una sola frequenza), permettendo così di analizzare l'intensità in funzione della lunghezza d'onda.
Nello strumento la luce policromatica entra da una fessura; tramite un sistema ottico viene inviata su un reticolo di riflessione o ad un prisma che scompone il fascio. Una seconda fenditura raccoglie poi il fascio di una determinata lunghezza d'onda. 
Nelle applicazioni di optoelettronica, oltre alla fenditura si trovano spesso un fotomoltiplicatore e un convertitore analogico-digitale che consente l'interfacciamento con altri dispositivi digitali.
A seconda del tipo di radiazione, esistono diversi tipi di monocromatori, che si basano su diversi princìpi (diffrazione da un reticolo, dispersione, ecc.).

## Radiazione visibile e ultravioletta

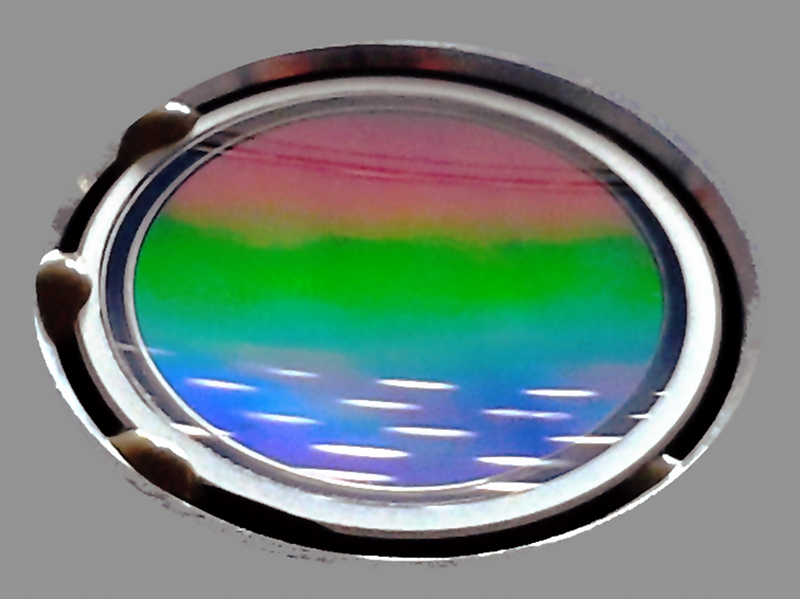
Reticolo di diffrazione riflettente.

I monocromatori per le lunghezze d'onda visibili, ultraviolette e nel vicino infrarosso (fino a circa 1200 nm), usano solitamente come elemento dispersivo un reticolo di diffrazione in riflessione. La radiazione viene fatta entrare da una fenditura regolabile in larghezza, collimata da uno specchio curvo sul reticolo stesso, e infine rifocheggiata, una volta separata nelle sue componenti monocromatiche, sulla fenditura di uscita, anch'essa regolabile. La risoluzione dello strumento aumenta al diminuire della larghezza delle fenditure, all'aumentare della lunghezza focale degli specchi curvi, mentre il limite strumentale è fissato dal numero di righe per unità di lunghezza del reticolo. Tipici valori di risoluzione massima per monocromatori commerciali possono essere di meno di 0,1 nm. Per evitare interferenze tra fotoni ed elettroni viene utilizzato un elettrocumulatore, posizionato dopo la fiamma.

## Raggi X
I monocromatori per raggi X si basano su due diversi princìpi, a seconda dell'applicazione a tubi da laboratorio o alla radiazione di sincrotrone.
La radiazione dei tubi a raggi X comprende due componenti quasi monocromatiche (Kα e Kβ) che derivano dai diversi livelli elettronici del metallo di cui è costituito l'anodo. La radiazione viene resa monocromatica con uno strato del metallo che ha numero atomico appena inferiore a quello dell'anodo (ad esempio, per un anodo di rame viene usato il nichel): l'assorbimento del filtro ha un brusco innalzamento fra la Kα e la Kβ, in modo tale da assorbire selettivamente quest'ultima riga.
Dato lo spettro continuo della luce di sincrotrone, questo metodo non è applicabile per rendere monocromatici i raggi X di sincrotrone. In questo caso, si usa un monocromatore con uno o due cristalli perfetti di silicio, sfruttando i massimi di diffrazione (111), (311) o (511).

Incidendo sul cristallo, la radiazione viene dispersa due volte in funzione della lunghezza d'onda secondo la legge di Bragg e solo la radiazione di una certa lunghezza d'onda attraverserà il monocromatore.

## Neutroni
Anche se i neutroni non fanno parte della radiazione elettromagnetica, il dualismo onda-corpuscolo fa sì che anche per essi esista una lunghezza d'onda e valga quindi la legge di Bragg. Su questo principio si basano i monocromatori a cristallo di grafite.
Dato che i neutroni, a seconda della loro energia, hanno una velocità caratteristica (dell'ordine di 1000 m/s), per rendere monocromatici i neutroni "lenti" viene usato il metodo del tempo di volo (time-of-flight o TOF).

Diversi dischi di materiale assorbente (in genere gadolinio), detti choppers, vengono tagliati con delle fette vuote, in modo tale che - ruotando - facciano passare il fascio di neutroni ad intervalli prestabiliti. Allineando due choppers a distanza fissa e facendoli girare sfasati con velocità dell'ordine di 10000 giri/s, si rende possibile il passaggio solo ai neutroni con una velocità ben definita, bloccando tutti gli altri.